# Усяжа (река)
Усяжа (бел. Усяжа) — река в Минской области Беларуси, правый приток Гайны.
Длина реки — 45 км, площадь водосборного бассейна — 473 км², среднегодовой расход воды в устье — 3,2 м³/с, средний уклон реки 1,1 м/км.
Река вытекает из восточной оконечности Дубровского водохранилища примерно в 25 км к северо-востоку от центра Минска. Генеральное направление течения — северо-восток. Течение реки проходит по Смолевичскому району, в среднем течении Усяжа образует его границу с Логойским районом.
Протекает в верховьях по юго-восточным склонам Минской возвышенности, в низовье по Верхнеберезинской низине.
Долина в верхнем и среднем течении трапециевидная (ширина 0,5-2 км), в нижнем невыразительная. Пойма в верхнем и среднем течении высокая, луговая, местами под пахотой (ширина 0,2-1 км), в нижнем почти полностью осушена, торфянистая (ширина от 1,5 км до 5 км).
Русло от деревни Прилепы в течение 6,1 км вниз по течению канализировано, на остальном протяжении умеренно извилистое; ширина его 4-7 м, в низовье (ширина 10-25 м) меандрирует. Берега крутые (высота 1,5-2 м), местами обрывистые (высота 3-5 м). В среднем и нижнем течении река принимает сток из мелиоративных каналов.
Основные притоки — Деряжинка (слева), Домелька (справа).
Долина реки довольно плотно заселена, особенно в верховьях. Крупнейшие сёла и деревни на берегах реки — Прилепы, Кудрищино, Аношки, Пристромы, Усяжа, Рудня, Трубичино, Хотеново, Мгле, Прудищи, Юрьево. В 3 км к северо-востоку от последней впадает в Гайну.